# Paratropis sanguinea
Espèce
Paratropis sanguinea est une espèce d'araignées mygalomorphes de la famille des Paratropididae.

## Distribution
Cette espèce est endémique de l'État  d'Amazonas au Brésil,. Elle se rencontre vers le haut rio Juruá.

## Description
La femelle holotype mesure 14 mm.

## Systématique et taxinomie
Cette espèce a été décrite par Mello-Leitão en 1923.

## Publication originale
- Mello-Leitão, 1923 : « Theraphosideas do Brasil. » Revista do Museu Paulista, vol. 13, p. 1-438.